# Mannschaftskader der Chinesischen Mannschaftsmeisterschaft im Schach 2014
Die Liste der Mannschaftskader der Chinesischen Mannschaftsmeisterschaft im Schach 2014 enthält alle Spieler, die in der Chinesischen Mannschaftsmeisterschaft im Schach 2014 mindestens einmal eingesetzt wurden mit ihren Einzelergebnissen.

## Allgemeines
Die Zahl der gemeldeten Spieler war nicht beschränkt. Während Shanghai mit fünf Spielern auskam, setzten Tianjin und Beijing je neun Spieler ein. Insgesamt kamen 91 Spieler zum Einsatz, von denen 24 alle Wettkämpfe mitspielten.
Punktbeste Spieler waren Ding Liren (Zhejiang), Wang Yue (Tianjin), Shen Yang (Jiangsu) und Ju Wenjun mit jeweils 17 Punkten, wobei Ding Liren 21 Partien spielte, Wang Yue, Shen Yang und Ju Wenjun je 22.
In dieser Saison erreichte niemand 100 %, das prozentual beste Ergebnis (83,3 %) gelang Zhu Chen (Zhejiang) mit 2,5 Punkten aus 3 Partien.

## Legende
Die nachstehenden Tabellen enthalten folgende Informationen:
- Nr.: Ranglistennummer
- Titel: FIDE-Titel zu Saisonbeginn (Eloliste vom April 2014); GM = Großmeister, IM = Internationaler Meister, FM = FIDE-Meister, WGM = Großmeister der Frauen, WIM = Internationaler Meister der Frauen, WFM = FIDE-Meister der Frauen, CM = Candidate Master, WCM = Candidate Master der Frauen
- Elo: Elo-Zahl zu Saisonbeginn (Eloliste vom April 2014), sofern vorhanden
- Nation: Nationalität gemäß Eloliste vom April 2014; AUS = Australien, CHN = China, CZE = Tschechische Republik, ESP = Spanien, GEO = Georgien, GER = Deutschland, MDA = Moldawien, MGL = Mongolei, NED = Niederlande, QAT = Katar, PER = Peru, RUS = Russland, SIN = Singapur, UKR = Ukraine
- G: Anzahl Gewinnpartien
- R: Anzahl Remispartien
- V: Anzahl Verlustpartien
- Pkt.: Anzahl der erreichten Punkte
- Partien: Anzahl der gespielten Partien

## Jiangsu
| Nr. | Titel | Name              | Elo  | Nation | G  | R | V | Pkt. | Partien |
| --- | ----- | ----------------- | ---- | ------ | -- | - | - | ---- | ------- |
| 1   | GM    | Wei Yi            | 2668 | CHN    | 12 | 7 | 0 | 15,5 | 19      |
| 2   | GM    | Yu Ruiyuan        | 2552 | CHN    | 10 | 4 | 8 | 12   | 22      |
| 3   |       | Lin Chen          | 2448 | CHN    | 1  | 8 | 6 | 5    | 15      |
| 4   | IM    | Wang Li           | 2401 | CHN    | 1  | 1 | 1 | 1,5  | 3       |
| 5   | WGM   | Guo Qi            | 2458 | CHN    | 9  | 9 | 4 | 13,5 | 22      |
| 6   | IM    | Shen Yang         | 2475 | CHN    | 15 | 4 | 3 | 17   | 22      |
| 7   | GM    | Arkadij Naiditsch | 2719 | GER    | 2  | 0 | 1 | 2    | 3       |
| 8   | GM    | David Navara      | 2727 | CZE    | 2  | 2 | 0 | 3    | 4       |

## Tianjin
| Nr. | Titel | Name                | Elo  | Nation | G  | R  | V | Pkt. | Partien |
| --- | ----- | ------------------- | ---- | ------ | -- | -- | - | ---- | ------- |
| 1   | GM    | Wang Yue            | 2720 | CHN    | 12 | 10 | 0 | 17   | 22      |
| 2   | GM    | Ma Qun              | 2621 | CHN    | 7  | 10 | 5 | 12   | 22      |
| 3   |       | Chu Wei Chao        | 2361 | CHN    | 0  | 1  | 0 | 0,5  | 1       |
| 4   | WIM   | Ni Shiqun           | 2262 | CHN    | 8  | 7  | 5 | 11,5 | 20      |
| 5   | WGM   | Ning Chunhong       | 2292 | CHN    | 2  | 0  | 1 | 2    | 3       |
| 6   | GM    | Boris Sawtschenko   | 2559 | RUS    | 2  | 1  | 1 | 2,5  | 4       |
| 7   | GM    | Bela Chotenaschwili | 2504 | GEO    | 8  | 5  | 1 | 10,5 | 14      |
| 8   | GM    | Wladimir Malachow   | 2708 | RUS    | 8  | 9  | 0 | 12,5 | 17      |
| 9   | GM    | Anna Uschenina      | 2495 | UKR    | 2  | 4  | 1 | 4    | 7       |

## Chongqing
| Nr. | Titel | Name               | Elo  | Nation | G  | R  | V | Pkt. | Partien |
| --- | ----- | ------------------ | ---- | ------ | -- | -- | - | ---- | ------- |
| 1   | GM    | Zhou Weiqi         | 2614 | CHN    | 11 | 9  | 2 | 15,5 | 22      |
| 2   | IM    | Wang Chen          | 2473 | CHN    | 10 | 9  | 3 | 14,5 | 22      |
| 3   | WGM   | Huang Qian         | 2464 | CHN    | 12 | 7  | 3 | 15,5 | 22      |
| 4   | WGM   | Tan Zhongyi        | 2465 | CHN    | 14 | 5  | 3 | 16,5 | 22      |
| 5   | GM    | Wadim Swjaginzew   | 2649 | RUS    | 2  | 10 | 0 | 7    | 12      |
| 6   | GM    | Alexei Drejew      | 2667 | RUS    | 0  | 3  | 0 | 1,5  | 3       |
| 7   | GM    | Alexander Motyljow | 2680 | RUS    | 1  | 4  | 2 | 3    | 7       |

## Shanghai
| Nr. | Titel | Name          | Elo  | Nation | G  | R  | V | Pkt. | Partien |
| --- | ----- | ------------- | ---- | ------ | -- | -- | - | ---- | ------- |
| 1   | GM    | Ni Hua        | 2683 | CHN    | 12 | 8  | 2 | 16   | 22      |
| 2   | GM    | Zhou Jianchao | 2587 | CHN    | 9  | 8  | 5 | 13   | 22      |
| 3   | IM    | Lou Yiping    | 2461 | CHN    | 3  | 12 | 7 | 9    | 22      |
| 4   | WGM   | Ju Wenjun     | 2568 | CHN    | 13 | 8  | 1 | 17   | 22      |
| 5   | WGM   | Zhang Xiaowen | 2355 | CHN    | 8  | 8  | 6 | 12   | 22      |

## Beijing
| Nr. | Titel | Name             | Elo  | Nation | G | R  | V  | Pkt. | Partien |
| --- | ----- | ---------------- | ---- | ------ | - | -- | -- | ---- | ------- |
| 1   | GM    | Wang Hao         | 2710 | CHN    | 8 | 7  | 0  | 11,5 | 15      |
| 2   | GM    | Yu Yangyi        | 2705 | CHN    | 8 | 12 | 1  | 14   | 21      |
| 3   | GM    | Xiu Deshun       | 2550 | CHN    | 3 | 10 | 5  | 8    | 18      |
| 4   |       | Wang Yiye        | 2431 | CHN    | 4 | 3  | 2  | 5,5  | 9       |
| 5   | GM    | Zhao Xue         | 2514 | CHN    | 9 | 2  | 5  | 10   | 16      |
| 6   | WGM   | Wang Jue         | 2367 | CHN    | 9 | 4  | 10 | 11   | 21      |
| 7   |       | Song Yuxin       | 1685 | CHN    | 0 | 0  | 4  | 0    | 4       |
| 8   | GM    | Viktor Bologan   | 2655 | MDA    | 0 | 2  | 1  | 1    | 3       |
| 9   | GM    | Walentina Gunina | 2507 | RUS    | 1 | 1  | 1  | 1,5  | 3       |

## Shandong
| Nr. | Titel | Name        | Elo  | Nation | G | R  | V | Pkt. | Partien |
| --- | ----- | ----------- | ---- | ------ | - | -- | - | ---- | ------- |
| 1   | GM    | Bu Xiangzhi | 2691 | CHN    | 8 | 6  | 4 | 11   | 18      |
| 2   | GM    | Zhao Jun    | 2585 | CHN    | 7 | 11 | 4 | 12,5 | 22      |
| 3   | GM    | Wen Yang    | 2586 | CHN    | 9 | 11 | 2 | 14,5 | 22      |
| 4   | IM    | Liu Qingnan | 2510 | CHN    | 1 | 3  | 0 | 2,5  | 4       |
| 5   | WIM   | Xu Huahua   | 2106 | CHN    | 1 | 5  | 8 | 3,5  | 14      |
| 6   | WFM   | Xiao Yiyi   | 2248 | CHN    | 8 | 5  | 9 | 10,5 | 22      |
| 7   |       | Sun Fanghui | 2077 | CHN    | 3 | 0  | 5 | 3    | 8       |

## Zhejiang
| Nr. | Titel | Name        | Elo  | Nation | G  | R | V | Pkt. | Partien |
| --- | ----- | ----------- | ---- | ------ | -- | - | - | ---- | ------- |
| 1   | GM    | Ding Liren  | 2732 | CHN    | 13 | 8 | 0 | 17   | 21      |
| 2   | GM    | Lu Shanglei | 2578 | CHN    | 6  | 8 | 8 | 10   | 22      |
| 3   | IM    | Yu Lie      | 2327 | CHN    | 1  | 2 | 8 | 2    | 11      |
| 4   |       | Lan Zilun   | 2177 | CHN    | 1  | 4 | 7 | 3    | 12      |
| 5   | WGM   | Ding Yixin  | 2440 | CHN    | 10 | 9 | 3 | 14,5 | 22      |
| 6   |       | Zhu Jiner   | 1922 | CHN    | 3  | 0 | 2 | 3    | 5       |
| 7   | WFM   | Qiu Mengjie | 2126 | CHN    | 3  | 4 | 7 | 5    | 14      |
| 8   | GM    | Zhu Chen    | 2447 | QAT    | 2  | 1 | 0 | 2,5  | 3       |

## Guangdong
| Nr. | Titel | Name                    | Elo  | Nation | G | R  | V | Pkt. | Partien |
| --- | ----- | ----------------------- | ---- | ------ | - | -- | - | ---- | ------- |
| 1   | GM    | Zeng Chongsheng         | 2540 | CHN    | 7 | 11 | 4 | 12,5 | 22      |
| 2   | GM    | Li Shilong              | 2495 | CHN    | 6 | 11 | 2 | 10,5 | 19      |
| 3   |       | Liu Chang               | 2368 | CHN    | 2 | 4  | 6 | 4    | 12      |
| 4   |       | Xu Yinglun              | 2421 | CHN    | 1 | 8  | 4 | 5    | 13      |
| 5   |       | Li Xueyi                | 2139 | CHN    | 2 | 5  | 9 | 4,5  | 16      |
| 6   |       | Liu Manli               | 1988 | CHN    | 4 | 6  | 8 | 7    | 18      |
| 7   | IM    | Batchujagiin Möngöntuul | 2438 | MGL    | 5 | 2  | 3 | 6    | 10      |

## Hebei
| Nr. | Titel | Name           | Elo  | Nation | G  | R  | V | Pkt. | Partien |
| --- | ----- | -------------- | ---- | ------ | -- | -- | - | ---- | ------- |
| 1   | GM    | Wang Rui       | 2394 | CHN    | 3  | 10 | 8 | 8    | 21      |
| 2   | IM    | Wan Yunguo     | 2482 | CHN    | 5  | 10 | 7 | 10   | 22      |
| 3   | IM    | Yang Kaiqi     | 2351 | CHN    | 5  | 6  | 9 | 8    | 20      |
| 4   | WIM   | Wang Doudou    | 2215 | CHN    | 3  | 7  | 8 | 6,5  | 18      |
| 5   | WIM   | Zhai Mo        | 2325 | CHN    | 13 | 5  | 4 | 15,5 | 22      |
| 6   |       | Guo Weibao     | 1710 | CHN    | 0  | 1  | 0 | 0,5  | 1       |
| 7   | GM    | Zhao Zong-Yuan | 2569 | AUS    | 1  | 1  | 1 | 1,5  | 3       |
| 8   | GM    | Peng Zhaoqin   | 2392 | NED    | 0  | 1  | 2 | 0,5  | 3       |

## Qingdao Experimental School
| Nr. | Titel | Name         | Elo  | Nation | G  | R  | V  | Pkt. | Partien |
| --- | ----- | ------------ | ---- | ------ | -- | -- | -- | ---- | ------- |
| 1   |       | Mu Ke        | 2413 | CHN    | 3  | 10 | 6  | 8    | 20      |
| 2   |       | Ma Zhonghan  | 2459 | CHN    | 4  | 17 | 1  | 12,5 | 22      |
| 3   |       | Wang Tongsen | 2185 | CHN    | 1  | 1  | 2  | 1,5  | 4       |
| 4   |       | Xu Zhihang   | 2222 | CHN    | 0  | 5  | 11 | 2,5  | 16      |
| 5   | WIM   | Gong Qianyun | 2349 | SIN    | 4  | 8  | 9  | 8    | 21      |
| 6   |       | Lei Tingjie  | 2421 | CHN    | 12 | 2  | 5  | 13   | 19      |
| 7   |       | Wang Xinyue  | 2139 | CHN    | 1  | 0  | 3  | 1    | 4       |
| 8   | GM    | Jorge Cori   | 2609 | PER    | 1  | 2  | 1  | 2    | 4       |

## Chengdu
| Nr. | Titel | Name            | Elo  | Nation | G | R | V  | Pkt. | Partien |
| --- | ----- | --------------- | ---- | ------ | - | - | -- | ---- | ------- |
| 1   |       | Liu Guanchu     | 2389 | CHN    | 3 | 9 | 8  | 7,5  | 20      |
| 2   | FM    | Li Di           | 2251 | CHN    | 4 | 8 | 7  | 8    | 19      |
| 3   |       | Xu Xiangyu      | 2221 | CHN    | 2 | 6 | 6  | 5    | 14      |
| 4   |       | Zhao Yuanhe     | 2229 | CHN    | 0 | 1 | 9  | 0,5  | 10      |
| 5   |       | Ren Xiaoyi      | 2130 | CHN    | 8 | 3 | 11 | 9,5  | 22      |
| 6   | WFM   | Li Yunshan      | 1951 | CHN    | 1 | 3 | 15 | 2,5  | 19      |
| 7   | GM    | Viktor Láznička | 2667 | CZE    | 1 | 0 | 2  | 1    | 3       |
| 8   | IM    | Ana Matnadse    | 2411 | ESP    | 0 | 3 | 0  | 1,5  | 3       |

## Qingdao Qingwei
| Nr. | Titel | Name          | Elo  | Nation | G | R | V  | Pkt. | Partien |
| --- | ----- | ------------- | ---- | ------ | - | - | -- | ---- | ------- |
| 1   |       | Yu Chaojie    | 2107 | CHN    | 1 | 4 | 8  | 3    | 13      |
| 2   |       | Zhou Jiangnan | 2100 | CHN    | 1 | 3 | 16 | 2,5  | 20      |
| 3   |       | Fang Yuxiang  | 2295 | CHN    | 1 | 9 | 7  | 5,5  | 17      |
| 4   |       | Li Wenxiang   | 1846 | CHN    | 0 | 3 | 13 | 1,5  | 16      |
| 5   |       | Yang Yingxia  | 1827 | CHN    | 2 | 2 | 15 | 3    | 19      |
| 6   |       | Gao Hanxue    | 1766 | CHN    | 0 | 1 | 13 | 0,5  | 14      |
| 7   |       | Lv Jingen     | 1823 | CHN    | 0 | 1 | 10 | 0,5  | 10      |